# Juliette and the Licks
Juliette and the Licks sind eine US-amerikanische Rockband aus Los Angeles.

## Geschichte
Die Band wurde Anfang 2003 von der Schauspielerin Juliette Lewis gegründet. Mit den Gitarristen Todd Morse und Kemble Walters, dem Bassisten Paul Ill und der Schlagzeugerin Pat Schemel (ehemaliges Mitglied von Hole) entstand Juliette and the Licks. Zu Beginn traten sie im kleinen Rahmen im Club Viper Room in Los Angeles auf.
Im Juli 2004 gingen Juliette and the Licks für einige Gigs in den USA mit auf die Vans Warped Tour. Anschließend fiel der Entschluss, ein Album zu veröffentlichen.
Da Juliette Lewis ihre selbst geschriebenen Songs für unreif hielt, aber kein reines Coveralbum machen wollte, entschloss sie sich dazu, einen Songwriting-Coach zu engagieren. Zusammen mit Linda Perry (4 Non Blondes) entwickelte Juliette Lewis das Konzept für das Debütalbum ... Like a Bolt of Lightning. Das Album wurde in acht Tagen aufgenommen und erschien im Oktober 2004.
Im Frühjahr 2005 nahm Jason Morrison den Platz am Schlagzeug ein. Zusammen spielten sie eine kleine Zahl an Auftritten in Europa. Im selben Jahr veröffentlichten sie auch ihr zweites Album You’re Speaking my Language.
Das dritte Album Four on the Floor (mit Dave Grohl von den Foo Fighters am Schlagzeug) wurde im September 2006 veröffentlicht.
Im Sommer 2006 trat die Band bei Rock am Ring und Rock im Park auf. Von Mitte September bis Mitte November 2006 waren Juliette and the Licks auf ihrer ersten Europatournee. In Deutschland spielten sie dabei in Berlin, München, Hamburg, Frankfurt, Köln, Dresden, Bochum und Heidelberg.
Im Sommer 2007 traten sie auf dem Hurricane Festival und in Österreich am Frequency-Festival auf sowie in der Schweiz am Greenfield Festival in Interlaken.
Anfang des Jahres 2009 gab Juliette Lewis das vorläufige Aus der Band auf MySpace bekannt. Sie widmet sich einem neuen Projekt, das „Juliette and the New Romantiques“ heißen sollte, aber nun doch unter ihrem Namen läuft.
Am 23. Juli 2015 kam es zu einem Reunion-Konzert in Los Angeles.

## Diskografie

### Studioalben
| Jahr | Titel                       | Höchstplatzierung, Gesamtwochen, AuszeichnungChartplatzierungen (Jahr, Titel, Platzierungen, Wochen, Auszeichnungen, Anmerkungen) | Höchstplatzierung, Gesamtwochen, AuszeichnungChartplatzierungen (Jahr, Titel, Platzierungen, Wochen, Auszeichnungen, Anmerkungen) | Anmerkungen                           |
| Jahr | Titel                       | DE | UK | Anmerkungen                           |
| ---- | --------------------------- | --- | --- | ------------------------------------- |
| 2005 | You’re Speaking My Language | DE94 (1 Wo.)DE | — | Erstveröffentlichung: 17. Mai 2005    |
| 2006 | Four on the Floor           | — | UK88 (1 Wo.)UK | Erstveröffentlichung: 2. Oktober 2006 |

### EPs
- 2004: … Like a Bolt of Lightning

### Singles
| Jahr | Titel Album                                  | Höchstplatzierung, Gesamtwochen, AuszeichnungChartsChartplatzierungen (Jahr, Titel, Album, Platzierungen, Wochen, Auszeichnungen, Anmerkungen) | Anmerkungen                          |
| Jahr | Titel Album                                  | UK | Anmerkungen                          |
| ---- | -------------------------------------------- | --- | ------------------------------------ |
| 2005 | You’re Speaking My Language                  | UK35 (2 Wo.)UK | Erstveröffentlichung: Mai 2005       |
| 2005 | Got Love To Kill You’re Speaking My Language | UK56 (1 Wo.)UK | Erstveröffentlichung: September 2005 |
| 2006 | Hot Kiss Four On The Floor                   | UK50 (2 Wo.)UK | Erstveröffentlichung: September 2006 |
| 2006 | Sticky Honey Four On The Floor               | UK76 (1 Wo.)UK | Erstveröffentlichung: November 2006  |